# 하워드 도이치
하워드 도이치(Howard Deutch, 1950년 9월 14일 ~ )는 미국의 영화 감독이다.

## 작품 목록
- 핑크빛 연인 (1986)
- 사랑시대 (1987)
- 야외 소동 (1988)
- 제99조 (1992)
- 아빠와 한판승 (1994)
- 그럼피어 올드 맨 (1995)
- 별난 커플 2 (1998)
- 리플레이스먼트 (2000)
- 글리슨 (2002)
- 나인 야드 2 (2004)
- 마이 베프 걸 (2008)